# 1-й авиационный корпус (люфтваффе)
1-й авиационный корпус (нем. I. Fliegerkorps) — воинское соединение люфтваффе в годы Второй мировой войны.

## История
Корпус был сформирован в Кёльне путём переформирования 1-й авиационной дивизии.
Действовал в ходе Французской кампании в первые пять дней войны над Маасом, в Бельгии и Северной Франции, затем по август 1940 года выполнял оборонительные функции в тех же районах. Участвовал в бомбардировках Британии.
В июне 1941 года переброшен в Восточную Пруссию, где вошел в состав 1-го воздушного флота. После нападения Германии на Советский Союз обеспечивал авиационную поддержку Группы армий «Север» в ходе наступления в Прибалтике, на Ленинград, боях под Синявино, наступлении на Тихвин, отступлении от Тихвина, Любанской операции. Силами этого корпуса зимой 1941—1942 годов производились бомбардировки Ленинграда, караванов, идущих по Дороге жизни, осуществлялось снабжение группировки войск, окружённой в Демянске.

## Бомбардировки Ленинграда 1941—1942 годы
Осенью 1941 года 1-й авиационный корпус люфтваффе вошел в состав группы армии «Север» и был переброшен на участок фронта под Ленинград. Первая бомбардировка Ленинграда произошла в ночь с 6 на 7 сентября. Первые бомбы попали в два дома на Невском проспекте. 38 человек было убито и ранено.
8 сентября 23 легких бомбардировщика Do-17Z второй эскадры KG2, сбросили на город контейнеры с зажигательными бомбами. Бомбардировщики прикрывали истребители Bf-109F из эскадрильи JG54 «Грюнхерц» известного аса майора Ханнеса Траутлофта. Удар пришелся на Бодаевские продовольственные склады. Было уничтожено три тысячи тонн муки и пять тысяч тонн сахара.
В ночь на 9 сентября налет совершили средние бомбардировщики Heinkel He 111, четвёртой бомбардировочной эскадры KG4. В результате этой бомбардировки пострадали главная водопроводная станция, двенадцать жилых домов, Московский вокзал и Торговый порт.
10 сентября в налете участвовало 20 бомбардировщиков было сброшено 69 фугасных и около 1800 зажигательных бомб. Разрушены кондитерская фабрика и Ждановская судоверфь, одна бомба взорвалась на Кировском заводе. На завод оптических приборов, где выпускали ручные гранаты, детонаторы для мин и ремонтировали оружие за эту ночь было сброшено 300 зажигательных бомб.
Первоначально в составе 1-го авиационного корпуса люфтваффе было более тысячи самолётов, 17 сентября группировку люфтваффе усилили двумя группами 77-й эскадры пикирующих бомбардировщиков Ju-88A.
Над Ленинградом и его окрестностями шли ожесточенные бои между истребителями, в ходе которых обе стороны теряли своих лучших летчиков.
17 сентября JG54 перешли к активным действиям по поиску и уничтожению советских истребителей в районе Ленинграда. Было сбито два И-16, восемь МиГ-3 и ЛаГГ-3
19 сентября по Ленинграду был нанесен самый мощный авиационно-артиллерийский удар. Шесть раз, четыре раза днем и два раза ночью, бомбардировщики и штурмовики в сопровождении истребителей Me-109 нападали на город, и сбросили 500 фугасных и около трех тысяч зажигательных бомб. В разбомбленном госпитале на Суворовском проспекте погибло до 1000 человек, были повреждены Гостиный двор (там находились продуктовые склады), 80 жилых домов, Мариинский театр и три завода.
Основным объектом бомбардировки была Октябрьская железная дорога, выводящая точно к центру города. На намеченные цели самолёты выходили по радионаведению.
27 сентября было три налета на Ленинград. Это второй самый крупный налет в нём участвовало 197 самолётов. Всего в сентябре было 23 авианалета.
В октябре налеты продолжились, но интенсивность их снизилась Ленинград ушел на второй план. Главной целью стала Москва.
В октябре было девять бомбежек, которые осуществлялись тридцатью самолётами силами четвёртой бомбардировочной эскадры KG 4. Бомбежки были эпизодическими в темное время суток.
4 ноября был сбит первый немецкий бомбардировщик. Из экипажа два человека сгорело, двое выпрыгнули с парашютом взяты в плен.
В ночь на 5 ноября было подряд три налета, в которых участвовало шесть самолётов. Пострадало девять районов города, было сброшено 54 фугасные и 3193 зажигательные бомбы. Удары наносились по станции Москва-Товарная и Финляндскому вокзалу.
6 ноября советская авиация нанесла упреждающий удар по аэродрому Сиверская и по аэродрому Красногвардейск. На земле было уничтожено 11 самолётов и сгорела большая часть запасов горючего. 1-й авиационный корпус на некоторое время потерял боеспособность.
С 10 ноября налеты возобновились, продолжались они и в декабре.
Всего в период с 8 сентября по 30 декабря 1941 года самолёты 1-го авиационного корпуса люфтваффе сбросили на город 3509 фугасных и свыше 66 тысяч зажигательных бомб.

## На южном фланге Восточного фронта
19 июля 1942 года корпус переброшен на южное направление и 26 августа 1942 года переименован в «Командование люфтваффе „Дон“» (нем. Luftwaffenkommando Don), в задачу которого входила авиационная поддержка Группы армий «Дон». В статусе командования корпус находился по 17 февраля 1943 года, после чего вновь переименован в 1-й авиационный корпус. В это время корпус участвовал в том числе в бомбардировках Сталинграда и попытках организации снабжения 6-й армии, окружённой под Сталинградом.
В феврале 1943 года перебазирован южнее, действовал в ходе ожесточённых боёв над Кубанью, с осени 1943 по весну 1944 года над Южной Украиной и Крымом. С 4 февраля 1944 по 5 сентября 1944 года командованию корпуса подчинялось «Авиакомандование „Чёрное море“» (нем. Seefliegerführer Schwarzes Meer)
С августа 1944 года осуществлял воздушную поддержку войск, отражающих советское наступление в Румынии и Венгрии. С августа 1944 по январь 1945 года командованию корпуса подчинялось «Истребительное командование „Венгрия“» (нем. Jagdfliegerführer Ungarn), которому подчинялись некоторые части шести истребительных немецких эскадр (из них двух ночных) и части венгерских ВВС. Вёл бои в небе Венгрии вплоть до переформирования.
4 апреля 1945 года вероятно переформирован в 18-ю авиационную дивизию.

## Дислокация штаба корпуса
- Кёльн, с момента формирования по май 1940 года;
- Авренкур, май — июль 1940 года;
- Бове, июль 1940 — июнь 1941 года;
- Гумбиннен, июнь — июль 1941 года;
- Шяуляй, июль — сентябрь 1941 года;
- Луга, сентябрь 1941 — 19 июля 1942 года;
- Полтава, 19 июля — 26 августа 1942 года;
- Харьков, 26 августа 1942 — декабрь 1942 года;
- Старобельск, с декабря 1942 года;
- Симферополь, 31 марта 1943 — 14 октября 1943 года;
- Николаев, 14 октября 1943 года — ноябрь 1943;
- Симферополь, ноябрь — декабрь 1943 года;
- Кировоград, декабрь 1943 — февраль 1944 года;
- Первомайск, февраль 1943 — 14 марта 1944 года;
- Grijowe (?), 14 марта — 16 марта 1944 года;
- Одесса, 16 марта — 5 апреля 1944 года;
- Фокшаны, 5 апреля — август 1944 года;
- Соловястру, август 1944 года — 14 сентября 1944 года;
- Дьёрдени, 14 сентября 1944 — октябрь 1944 года;
- Ньиредьхаза, октябрь 1944 года — 1 ноября 1944 года;
- Абауйсанто, 1 ноября — 1 декабря 1944 года;
- Будапешт, 1 декабря 1944 — январь 1945 года;
- Веспрем, январь 1944 — 22 февраля 1945 года;
- Сомбатхей, 22 февраля — март 1945 года;
- Вельс, март — апрель 1945 года.

## Подчинение
- 3-й воздушный флот, 21 октября 1939 — 15 мая 1940 года;
- 2-й воздушный флот, 15 мая 1940 — конец августа 1940 года;
- 3-й воздушный флот, август 1940 — июнь 1941 года;
- 1-й воздушный флот, июнь 1941 — 19 июля 1942 года;
- 4-й воздушный флот, 19 июля 1942 года — апрель 1945 года;

## Состав
В постоянный состав управления корпуса входили:
- Эскадрилья связи корпуса (нем. Verbindungsstaffel/I. Fliegerkorps) (Fieseler Fi 156 Storch)
- Фельдегерьская эскадрилья корпуса (нем. Kurierstaffel/I. Fliegerkorps) (Focke-Wulf Fw 58 Weihe, Gotha Go 145, Heinkel He 72)
- Отряд специального обслуживания штаба корпуса (нем. Flugbereitschaft/I. Fliegerkorps) (Bf 108, Bo 131, Fh 104, Fi 156, Fw 189 and W.34)
- 31-й полк разведки

В ходе боевых действий командованию корпуса подчинялись различные эскадры и группы.
: О системе нумерации частей: Люфтваффе
| Дата                 | Бомбардировочные части                      | Истребительные части                      | Штурмовые части                                         | Иные подразделения                                         |
| -------------------- | ------------------------------------------- | ----------------------------------------- | ------------------------------------------------------- | ---------------------------------------------------------- |
| 1 августа 1940 года  | KG1, KG76, KG77                             | -                                         | -                                                       | 3.(F)/122                                                  |
| 1 марта 1941 года    | KG1, KG76, KG77, III/KG26,                  | ZG26                                      | -                                                       | 5.(F)/122                                                  |
| 22 июня 1941 года    | KG1, KG76, KG77, III/KG26,                  | JG54, II/JG53                             | -                                                       | 5.(F)/122, KGr.806, Aufkl.Gr.125.                          |
| 6 августа 1941 года  | II/KG1, III/KG1, KG4, KG76, KG77, III/KG26, | JG54, II/JG53                             | StG77                                                   | 5.(F)/122, KGr.806, Aufkl.Gr.125.                          |
| 31 января 1943 года  | I/KG1, I/KG3, III/KG3, 14.(Eis)/KG26,       | I/JG52, PzjStf/JG52                       | III/StG2, 2.II/SchG2                                    | 2.(F)/22, 3.(F)/100, NhAufkl.Gr.2., NhAufkl.Gr.10          |
| 19 февраля 1944 года | I/KG4, Stf.I/KG27,                          | JG52, 15. (хорватская)/JG52, 49 JgStaffel | SchG2, IV/SchG9, 12.IV/SchG9, 13.IV/SchG9, NSGr5, StG3, | 3.(F)/121, 4.(F)/121, Болгарский эскадрон морской разведки |

## Командование

### Командующие
- генерал-полковник Ульрих Грауерт, (11.10.1939 — 15.05.1941)
- генерал авиации Гельмут Фёрстер, (03.06.1941 — 23.08.1942)
- генерал авиации Гюнтер Кортен, (24.08.1942 — 11.06.1943)
- генерал-лейтенант Альфред Манке, исполняющий обязанности (1.04.1943 — 25.06.1943)
- генерал-лейтенант Карл Ангерштейн, (26.06.1943 — 6.11.1943)
- генерал авиации Пауль Дайхман, (07.11.1943 — 03.04.1945)

### Начальники штаба
- полковник Рудольф Мейстер, (18.12.1939 — 22.06.1940)
- генерал-майор Вальтер Бёнике, (22.06.1940 — 08.11.1941)
- полковник Вальтер Бёнике, (08.11.1941 — 25.10.1942)
- полковник Клаус Убе, (25.10.1942 — 24.08.1943)
- оберст-лейтенант Эрхард Крафт фон Дельмензинген, (с 24.08.1943 по ?)